# هالف‌میل
هالف‌میل (به هلندی: Halfmijl) یک منطقهٔ مسکونی در هلند است که در برابانت شمالی واقع شده‌است.